# Johann Schuster (Politiker, 1942)
Johann Schuster (* 30. Dezember 1942 in Linz) ist ein ehemaliger österreichischer Politiker (ÖVP) und Landwirt. Schuster war von 1983 bis 1999 Abgeordneter zum Nationalrat.
Schuster besuchte von 1948 bis 1952 die Volksschule in Wartberg ob der Aist und im Anschluss von 1952 bis 1956 die Hauptschule in Pregarten. Nach der landwirtschaftlichen Berufsschule und der landwirtschaftlichen Fachschule legte Schuster 1969 die Landwirtschaftsmeisterprüfung ab, wobei er sich bereits 1968 als Landwirt selbständig machte. 
Schuster war ab 1974 Mitglied des Gemeinderates von Wartberg ob der Aist und hatte ab 1989 das Amt des Vizebürgermeisters inne. Zwischen dem 19. Mai 1983 und dem 28. Oktober 1999 vertrat er die ÖVP im Nationalrat. Schuster trat bei der Nationalratswahl 1999 nicht mehr an. Seit dem Ende seiner politischen Karriere ist Schuster im Seniorenbund aktiv.

## Auszeichnungen
- Großes Silbernes Ehrenzeichen für Verdienste um die Republik Österreich